# مايكل جاي ريان
مايكل جاي ريان (بالإنجليزية: Michael J. Ryan)‏ هو منافس ألعاب قوى أمريكي، ولد في 1889، وتوفي في 27 ديسمبر 1971.

## وصلات خارجية
- مايكل جاي ريان على موقع اللجنة الأولمبية الدولية (الإنجليزية)
- مايكل جاي ريان على موقع أوليمبيديا (الإنجليزية)